# OR13F1
OR13F1 (англ. Olfactory receptor family 13 subfamily F member 1) – білок, який кодується однойменним геном, розташованим у людей на короткому плечі 9-ї хромосоми. Довжина поліпептидного ланцюга білка становить 319 амінокислот, а молекулярна маса — 35 646.
| 10         |  | 20         |  | 30         |  | 40         |  | 50         |
| ---------- |  | ---------- |  | ---------- |  | ---------- |  | ---------- |
| MFPANWTSVK |  | VFFFLGFFHY |  | PKVQVIIFAV |  | CLLMYLITLL |  | GNIFLISITI |
| LDSHLHTPMY |  | LFLSNLSFLD |  | IWYSSSALSP |  | MLANFVSGRN |  | TISFSGCATQ |
| MYLSLAMGST |  | ECVLLPMMAY |  | DRYVAICNPL |  | RYPVIMNRRT |  | CVQIAAGSWM |
| TGCLTAMVEM |  | MSVLPLSLCG |  | NSIINHFTCE |  | ILAILKLVCV |  | DTSLVQLIML |
| VISVLLLPMP |  | MLLICISYAF |  | ILASILRISS |  | VEGRSKAFST |  | CTAHLMVVVL |
| FYGTALSMHL |  | KPSAVDSQEI |  | DKFMALVYAG |  | QTPMLNPIIY |  | SLRNKEVKVA |
| LKKLLIRNHF |  | NTAFISILK  |  |            |  |            |  |            |

A: Аланін

C: Цистеїн

D: Аспарагінова кислота

E: Глутамінова кислота

F: Фенілаланін

G: Гліцин

H: Гістидин

I: Ізолейцин

K: Лізин

L: Лейцин

M: Метіонін

N: Аспарагін

P: Пролін

Q: Глутамін

R: Аргінін

S: Серин

T: Треонін

V: Валін

W: Триптофан

Кодований геном білок за функціями належить до рецепторів, g-білокспряжених рецепторів, білків внутрішньоклітинного сигналінгу. 
Локалізований у клітинній мембрані, мембрані.